# パメラ・ビョークマン

パメラ・ビョークマン (2022)

パメラ・ジェーン・ビョークマン（Pamela Jane Bjorkman、1956年 - ）は、アメリカ合衆国の免疫学者。カリフォルニア工科大学教授。

## 来歴
オレゴン州ポートランド出身。1978年オレゴン大学卒業後、1984年ハーバード大学から生化学のPh.D.を取得した。その後は博士研究員として、ハーバード大学やスタンフォード大学で研究に従事した。1995年にカリフォルニア工科大学助教授、1998年に教授に就任した。1999年から2015年までハワード・ヒューズ医学研究所にも所属した。

## 受賞歴
- 1993年 - ウィリアム・コーリー賞
- 1994年 - ガードナー国際賞
- 1996年 - パウル・エールリヒ&ルートヴィヒ・ダルムシュテッター賞
- 2002年 - マックス・プランク賞
- 2006年 - ロレアル-ユネスコ女性科学賞
- 2020年 - クラリベイト引用栄誉賞
- 2021年 - パール・マイスター・グリーンガード賞
- 2025年 - ウルフ賞医学部門

## 参照
- Pamela J. Bjorkman
- Pamela J. Björkman, PhD